# Tigre dourado
O tigre-dourado (golden tabby tiger, em inglês) é variação de cor rara do tigre-de-bengala, assim como também o tigre-branco, sendo causada por um gene recessivo.   A sua bela cor dourada é causada por um gene específico. Acredita-se que existam apenas um pouco mais de 30 tigres dourados em todo o mundo, sendo a variação de cor mais rara do tigre-de-bengala. Especula-se que essa formação de cor se camufla muito melhor do que as outras comuns, e que exemplares desta cor costumam ser maiores em tamanho corpóreo.
O tigre-dourado pertence à subespécie Pantera tigris tigris, tigre-de-bengala, e assim como o tigre-branco, é uma forma de cor do tigre-de-bengala, e não uma espécie separada.

## Tigres dourados em cativeiro e na natureza

### Em cativeiro
O primeiro tigre-dourado criado em cativeiro nasceu do cruzamento entre dois tigres-de-bengala de cor normal, o que prova que qualquer tigre-de-bengala pode carregar o gene chamado “wide-spread”, que resulta no tigre dourado. 

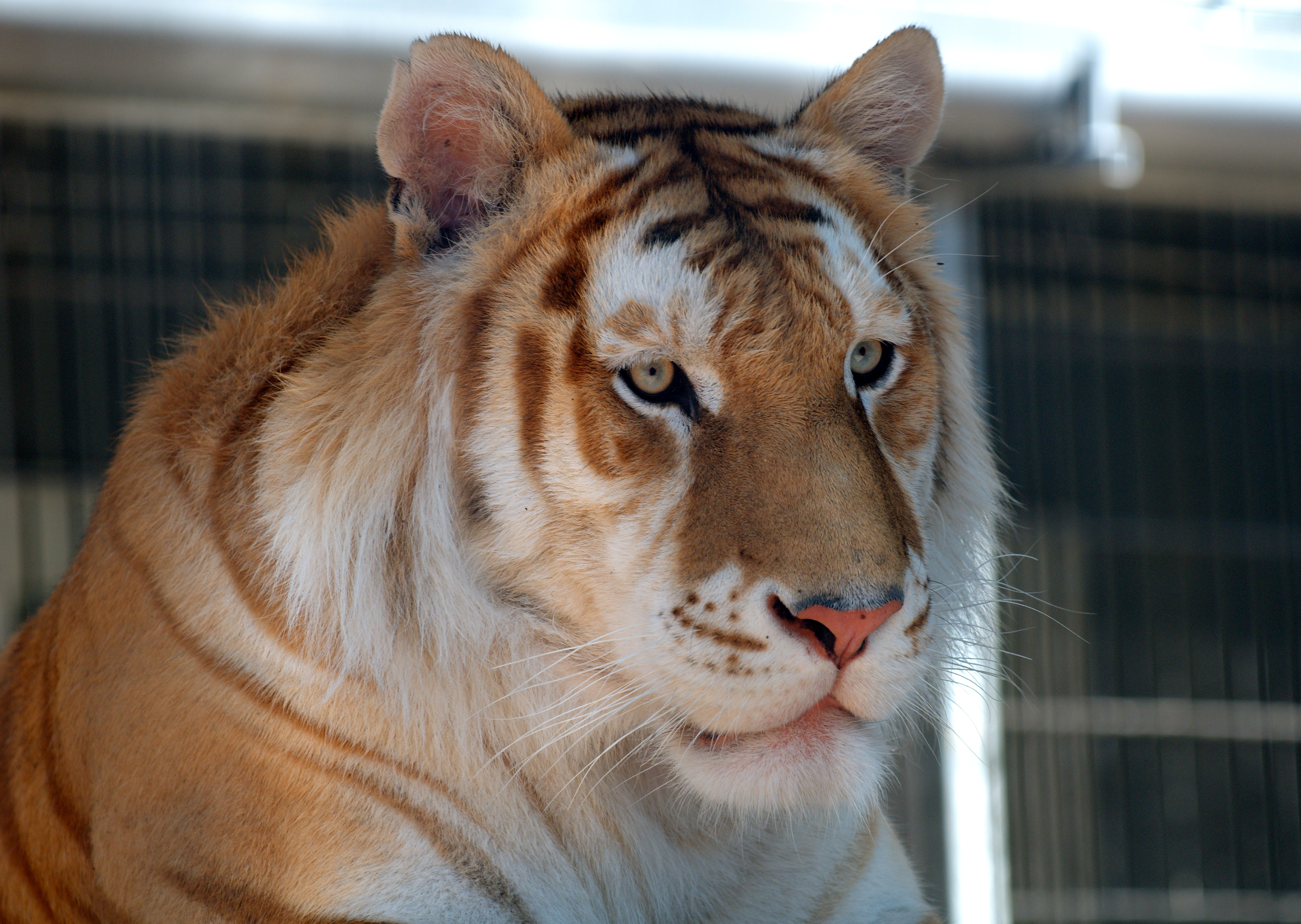
Tigre-de-bengala dourado em cativeiro

Tigres dourados também tendem a ser maiores devido um efeito do gene, e por esse motivo também têm a pele mais suave do que seus parentes de coloração normal.[carece de fontes?]
Poucos zoológicos têm exibido tigres dourados e muitos não têm conhecimento da cor ou como reproduzi-lo. Por isso, normalmente tigres com essa coloração aparecem por acaso, quando tigres portadores do gene acasalam, em vez de acontecer através de um planejamento. 

### Na natureza
Atualmente essa variação de cor é mais vista em cativeiro. 
A Índia tem registros de tigres dourados selvagens que datam do início de 1900. Acreditava-se que os últimos tigres dourados selvagens conhecidos foram os que haviam sido mortos fora de Mysore Pradesh na Índia no início do século XX. Porém, recentemente em 2014, foi encontrada e fotografada, através de armadilha fotográfica, uma fêmea selvagem desta coloração (dourada) na reserva de Kaziranga National Park, na Índia. Esta fêmea dourada se encontra em idade reprodutiva, e vem sendo monitorada desde então, sendo fotografada em 2018 e 2019. Mais tarde foi vista em companhia de outro tigre dourado, de acordo com a página oficial da reserva no Facebook.
Em 2024 um tigre dourado macho adulto também foi fotografado na natureza na reserva de Kaziranga, sendo avistado e registrado por turistas.
A aparição repetida da cor rara na natureza no parque de Kaziranga pode revelar um problema de consanguinidade devido ao isolamento de pequenas populações de tigre, havendo a necessidade de interligar as populações para aumentar a variação genética e saúde geral.